# 小江断裂带
小江断裂带是中国云南省境内一条活动强烈的左旋走滑断裂带，地处川滇活动地块与扬子地块的边界处，以小江而得名。
小江断裂带接近南北走向，长约400公里。北端与安宁河-则木河断裂带相接，后者往北又与鲜水河断裂带相连。小江断裂带北起川滇边界的巧家县以北，向南经东川后分为两支，东支经过宜良、建水后并入红河断裂带，西支则经过嵩明、澄江、通海与楚雄-通海断裂带相连。小江断裂带可能形成于早古生代，其全新世以来的左旋走滑位移置达到50公里。目前，左旋走滑速率7－10毫米/年。
该断裂带是一条地震活动带，500多年以来6级以上地震就有十余次。此处历史上发生过的强震包括：
- 1377年江川地震
- 1500年宜良地震（7.5级）
- 1571年通海地震（6.3级）
- 1588年曲江地震（7.75级）
- 1713年寻甸地震（6.75级）
- 1725年万寿山地震（6.75级）
- 1733年东川地震（7.75级）
- 1763年江川地震（6.5级）
- 1789年华宁西北地震（7.0级）
- 1799年石屏地震（7.0级）
- 1833年嵩明地震（8.0级）
- 1887年石屏地震（7.0级）
- 1909年华宁地震（6.5级）
- 1966年东川地震（6.5级）
- 1970年通海地震（7.7级）